# Palazzetto Dandolo

Rio dei Mendicanti con la scuola di San Marco von Canaletto. Der Palazzetto Dandolo ist rechts.

Palazzetto Dandolo ist ein Palast in Venedig in der italienischen Region Venetien. Er liegt im Sestiere Castello mit Blick auf den Rio dei Mendicanti, anschließend an den Campo dei Santi Giovanni e Paolo. Das Gebäude ist auf dem Gemälde Il rio dei Mendicanti con la scuola di San Marco von Canaletto abgebildet.

## Geschichte
Das Gebäude aus dem 17. Jahrhundert gehörte der Familie Dandolo. 2006 wurde eine Ausschreibung zur Restaurierung einiger Teile des Gebäudes angekündigt, das heute noch in privater Nutzung als Wohnhaus ist.

## Beschreibung
Der Palast zeigt sich in seiner Struktur und Ausschmückung deutlich im Stil des 17. Jahrhunderts. Er hat zwei Fassaden: Die zum Campo dei Santi Giovanni e Paolo erscheint einfach und hat nur wenige, einzelne Fenster, während die zur Fondamenta Dandolo und zum Kanal hin einen imposanteren Anblick bietet. Sie erstreckt sich über fünf Stockwerke, von denen die beiden Hauptgeschosse besonders hervorstechen. Besonders die beiden übereinander angeordneten venezianischen Fenster und die Kamine ähnlich denen am Palazzo Dario sind erwähnenswert.